# Landtagswahl in Liechtenstein 1993 (Februar)
- FL: 2
- VU: 11
- FBP: 12

Die Landtagswahl in Liechtenstein im Februar 1993 fand am 7. Februar 1993 statt und war die reguläre Wahl der Legislative des Fürstentums Liechtenstein. Hierbei wurden alle 25 Abgeordneten des Landtags des Fürstentums Liechtenstein in den beiden Wahlkreisen Ober- und Unterland vom Landesvolk gewählt. 
Es war die erste von zwei Landtagswahlen in Liechtenstein im Jahr 1993. Nur wenige Wochen nach dieser Wahl wurde der amtierende Regierungschef Markus Büchel von seiner Partei, der Fortschrittlichen Bürgerpartei, zum sofortigen Rücktritt aufgefordert, da er für einen Verwaltungsposten den Kandidaten der Opposition unterstützt hatte. Obwohl Büchel sich mit dem Argument verteidigt hatte, dass er als Regierungschef nicht nur seine Partei repräsentieren müsse, wurde er seines Amtes erhoben. Der Landtag wurde aufgelöst und im Oktober desselben Jahres wurden Neuwahlen angesetzt.

## Ausgangslage
Bei der Landtagswahl 1989 erreichte die Vaterländische Union 47,15 %, die Fortschrittliche Bürgerpartei in Liechtenstein 42,13 %, die Freie Liste 7,56 % und die Überparteiliche Liste Liechtenstein 3,16 % der abgegebenen Stimmen. 

## Wahlergebnis
Von 13'999 Wahlberechtigten nahmen 12'255 Personen an der Wahl teil (87,5 %). Von diesen waren 12'092 Stimmen gültig. Die Stimmen und Mandate verteilten sich in den beiden Wahlkreisen – Oberland und Unterland – wie folgt:
| Partei                              | Stimmen  | Stimmen   | Stimmen   | Stimmen       | Sitze    | Sitze     | Sitze     |
| ----------------------------------- | -------- | --------- | --------- | ------------- | -------- | --------- | --------- |
| Partei                              | Oberland | Unterland | insgesamt | Stimmenanteil | Oberland | Unterland | insgesamt |
| Fortschrittliche Bürgerpartei (FBP) | 50'992   | 20'217    | 71'209    | 44,19 %       | 7        | 5         | 12        |
| Vaterländische Union (VU)           | 56'511   | 16'706    | 73'217    | 45,34 %       | 7        | 4         | 11        |
| Freie Liste (FL)                    | 13'187   | 3'537     | 16'724    | 10,39 %       | 1        | 1         | 2         |